# IEEE Transactions on Automation Science and Engineering
IEEE Transactions on Automation Science and Engineering is een internationaal, aan collegiale toetsing onderworpen wetenschappelijk tijdschrift op het gebied van de automatisering en de regeltechniek. De naam wordt in literatuurverwijzingen meestal afgekort tot IEEE Trans. Autom. Sci. Eng. Het wordt uitgegeven door het Institute of Electrical and Electronics Engineers.